# RSC Anderlecht in het seizoen 1976/77
RSC Anderlecht werkte in het seizoen 1976/77 voor het eerst samen met trainer Raymond Goethals. De Brusselaar, die bij de KBVB nog had samengewerkt met selectieheer Constant Vanden Stock, volgde de Nederlander Hans Croon op.
Goethals kreeg een bijna ongewijzigde spelersgroep onder zijn hoede. Duncan McKenzie was de enige nieuwkomer. De Engelse spits werd echter al tijdens de winterperiode opnieuw verkocht. Voor een bedrag van 12 miljoen BEF (zo'n € 300.000) verhuisde hij naar Everton.
Anderlecht greep in elke competitie net naast de hoofdprijs. In eigen land werd paars-wit telkens overtroffen door het Club Brugge van de Oostenrijkse succescoach Ernst Happel. Anderlecht werd vicekampioen met vier punten achterstand op Club Brugge. In de beker stonden beide clubs in de finale tegenover elkaar. In een spannende wedstrijd trok Club Brugge aan het langste eind. Het werd 4-3.
Ook in Europa kende Anderlecht geen geluk. Het team van Goethals schakelde in de Europacup II onder meer Galatasaray en Napoli uit. In de finale trof Anderlecht het Duitse Hamburger SV. De wedstrijd, die plaatsvond in het Olympisch Stadion in Amsterdam, werd met 2-0 verloren door twee late treffers van HSV.
In de UEFA Super Cup was Anderlecht wel succesvol. De Brusselaars mochten in augustus 1976 voor het eerst meestrijden om de prestigieuze trofee. Bayern München, dat in 1976 de Europacup I had gewonnen en beschikte over sterspelers als Franz Beckenbauer, Uli Hoeneß en Gerd Müller, was de tegenstander. Anderlecht verloor in Duitsland met 2-1, maar won vervolgens in het Stade Emile Versé met 4-1. Rob Rensenbrink was met twee doelpunten de uitblinker. De Nederlandse linksbuiten kreeg een half jaar later de Gouden Schoen.

## Spelerskern
| Naam                  | Nationaliteit | Geboortedatum | Vorige club             |
| --------------------- | ------------- | ------------- | ----------------------- |
| Keepers               |               |               |                         |
| Jan Ruiter            | Nederland     | 24-11-1946    | 1963-1971 FC Volendam   |
| Jacky Munaron         | België        | 08-09-1956    | 1973-1974 FC Dinant     |
| Verdedigers           |               |               |                         |
| Hugo Broos            | België        | 10-04-1952    | /                       |
| Michel De Groote      | België        | 18-10-1955    | /                       |
| Guido Palmers         | België        | 28-10-1956    | 1972-1975 KSK Tongeren  |
| Jean Thissen          | België        | 21-04-1946    | 1964-1974 Standard Luik |
| Erwin Vandendaele     | België        | 05-03-1945    | 1964-1974 Club Brugge   |
| Gilbert Van Binst     | België        | 05-07-1951    | /                       |
| Jan Van Campenhout    | België        | 25-11-1956    | /                       |
| Christian Vlaeminck   | België        | 31-03-1956    | /                       |
| Middenvelders         |               |               |                         |
| Ludo Coeck            | België        | 25-09-1955    | 1971-1972 Berchem Sport |
| Dany Degelaen         | België        | 26-06-1957    | /                       |
| Jean Dockx            | België        | 24-05-1941    | 1965-1971 Racing White  |
| Arie Haan             | Nederland     | 16-11-1948    | 1969-1975 Ajax          |
| Jan Hoebeeck          | België        | 08-01-1958    | /                       |
| Frank Vercauteren     | België        | 28-10-1956    | /                       |
| Aanvallers            |               |               |                         |
| Duncan McKenzie       | Engeland      | 10-06-1950    | 1974-1976 Leeds United  |
| Marcelin Merken       | België        | 26-10-1957    | 1973-1975 KSK Tongeren  |
| Rob Rensenbrink       | Nederland     | 03-07-1947    | 1969-1971 Club Brugge   |
| Peter Ressel          | Nederland     | 04-12-1945    | 1972-1975 Feyenoord     |
| Yvan Terlaeken        | België        | 25-02-1958    | /                       |
| François Van der Elst | België        | 01-12-1954    | /                       |
| Franky Van Haecke     | België        | 04-09-1954    | 1971-1975 Cercle Brugge |
| Ronny van Poucke      | Nederland     | 10-02-1957    | /                       |

### Technische staf
|                 |                         |               |
| Functie         | Naam                    | Nationaliteit |
| Coach           | Raymond Goethals (foto) | België        |
| Assistent-coach | Martin Lippens          | België        |
| Kinesitherapeut | Fernand Beeckman        | België        |

## Transfers

### Zomer
| Naam                   | Nationaliteit | Van/naar             | Type     |
| ---------------------- | ------------- | -------------------- | -------- |
| Inkomend               |               |                      |          |
| Duncan McKenzie        | Engeland      | Leeds United         | Gekocht  |
| Uitgaand               |               |                      |          |
| Torsten-Frank Andersen | Denemarken    | Kjøbenhavns Boldklub | Verkocht |
| Michel Lomme           | België        | Union Saint-Gilloise | Verhuurd |

### Winter
| Naam            | Nationaliteit | Van/naar | Type     |
| --------------- | ------------- | -------- | -------- |
| Uitgaand        |               |          |          |
| Duncan McKenzie | Engeland      | Everton  | Verkocht |

### Klassement
|         |    |                               | P  | W  | G  | V  | +  | -  | DS  | Ptn |
| ------- | -- | ----------------------------- | -- | -- | -- | -- | -- | -- | --- | --- |
| K       | 1  | Club Brugge KV                | 34 | 23 | 6  | 5  | 72 | 30 | 42  | 52  |
| (beker) | 2  | RSC Anderlechtois             | 34 | 21 | 6  | 7  | 74 | 37 | 37  | 48  |
| (UEFA)  | 3  | R. Standard de Liège          | 34 | 18 | 9  | 7  | 51 | 26 | 25  | 45  |
| (UEFA)  | 4  | Racing White Daring Molenbeek | 34 | 18 | 8  | 8  | 62 | 37 | 25  | 44  |
|         | 5  | KSC Lokeren                   | 34 | 15 | 8  | 11 | 53 | 39 | 14  | 38  |
|         | 6  | KSV Waregem                   | 34 | 14 | 7  | 13 | 46 | 39 | 7   | 35  |
|         | 7  | R. Antwerp FC                 | 34 | 13 | 9  | 12 | 43 | 49 | −6  | 35  |
|         | 8  | KSV Cercle Brugge             | 34 | 12 | 11 | 11 | 58 | 53 | 5   | 35  |
|         | 9  | K. Beerschot VAV              | 34 | 11 | 13 | 10 | 58 | 51 | 7   | 35  |
|         | 10 | K. Lierse SV                  | 34 | 14 | 6  | 14 | 47 | 50 | −3  | 34  |
|         | 11 | KFC Winterslag                | 34 | 12 | 8  | 14 | 44 | 45 | −1  | 32  |
|         | 12 | KV Kortrijk                   | 34 | 11 | 10 | 13 | 42 | 47 | −5  | 32  |
|         | 13 | SK Beveren-Waas               | 34 | 11 | 9  | 14 | 35 | 43 | −8  | 31  |
|         | 14 | K. Beringen FC                | 34 | 8  | 10 | 16 | 40 | 57 | −17 | 26  |
|         | 15 | RFC Liégeois                  | 34 | 10 | 5  | 19 | 39 | 79 | −40 | 25  |
|         | 16 | R. Charleroi SC               | 34 | 8  | 9  | 17 | 30 | 50 | −20 | 25  |
| D       | 17 | KV Mechelen                   | 34 | 6  | 8  | 20 | 38 | 67 | −29 | 20  |
| D       | 18 | AS Oostende KM                | 34 | 6  | 8  | 20 | 39 | 72 | −33 | 20  |

P: wedstrijden gespeeld, W: wedstrijden gewonnen, G: gelijke spelen, V: wedstrijden verloren, +: gescoorde doelpunten, -: doelpunten tegen, DS: doelsaldo, Ptn: totaal punten
K: kampioen, D: degradeert, (beker): verliezend bekerfinalist, (UEFA): geplaatst voor UEFA-beker

## Individuele prijzen
- Gouden Schoen - Rob Rensenbrink

## Afbeeldingen

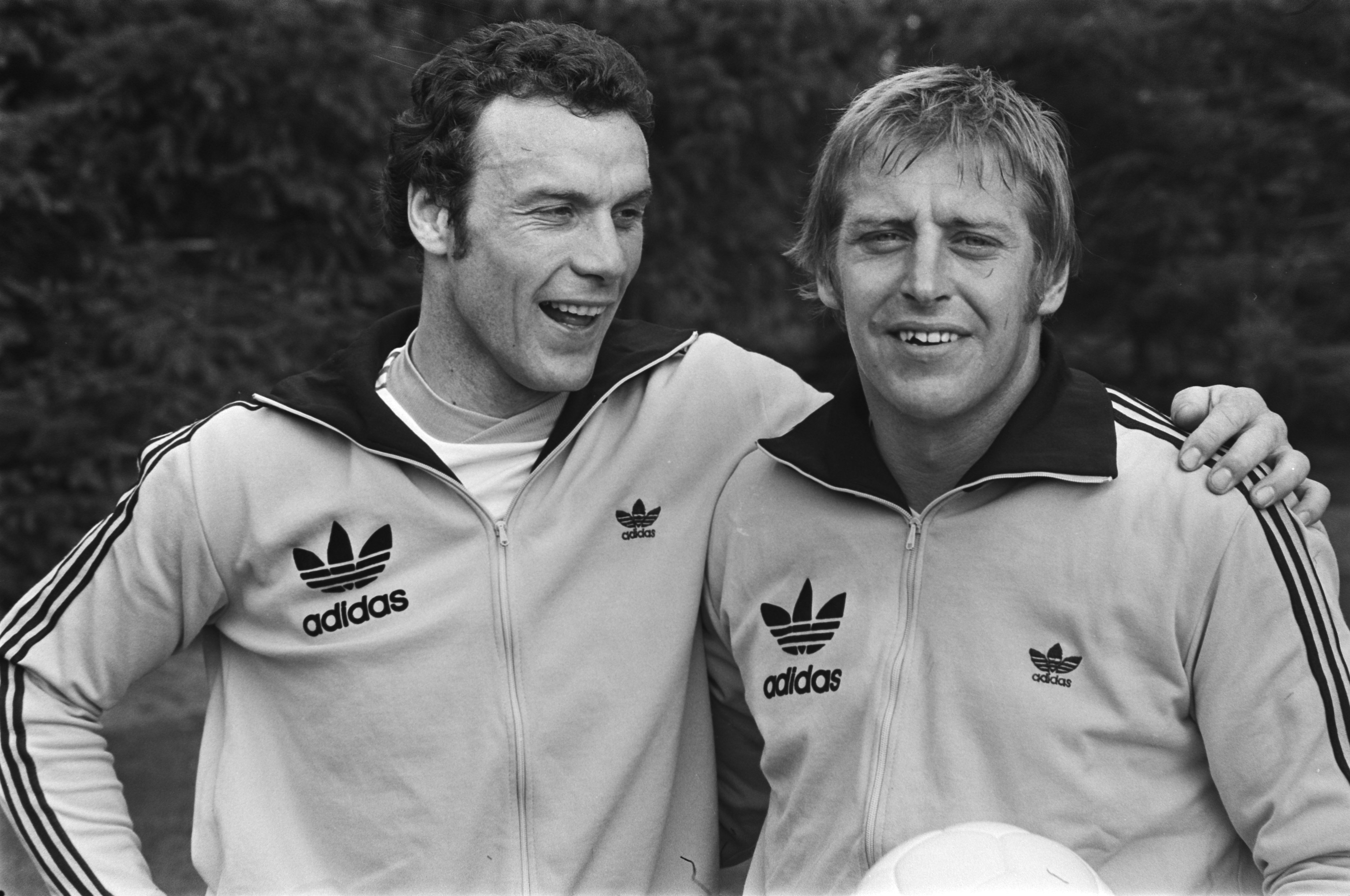
Jan Ruiter (doelman)
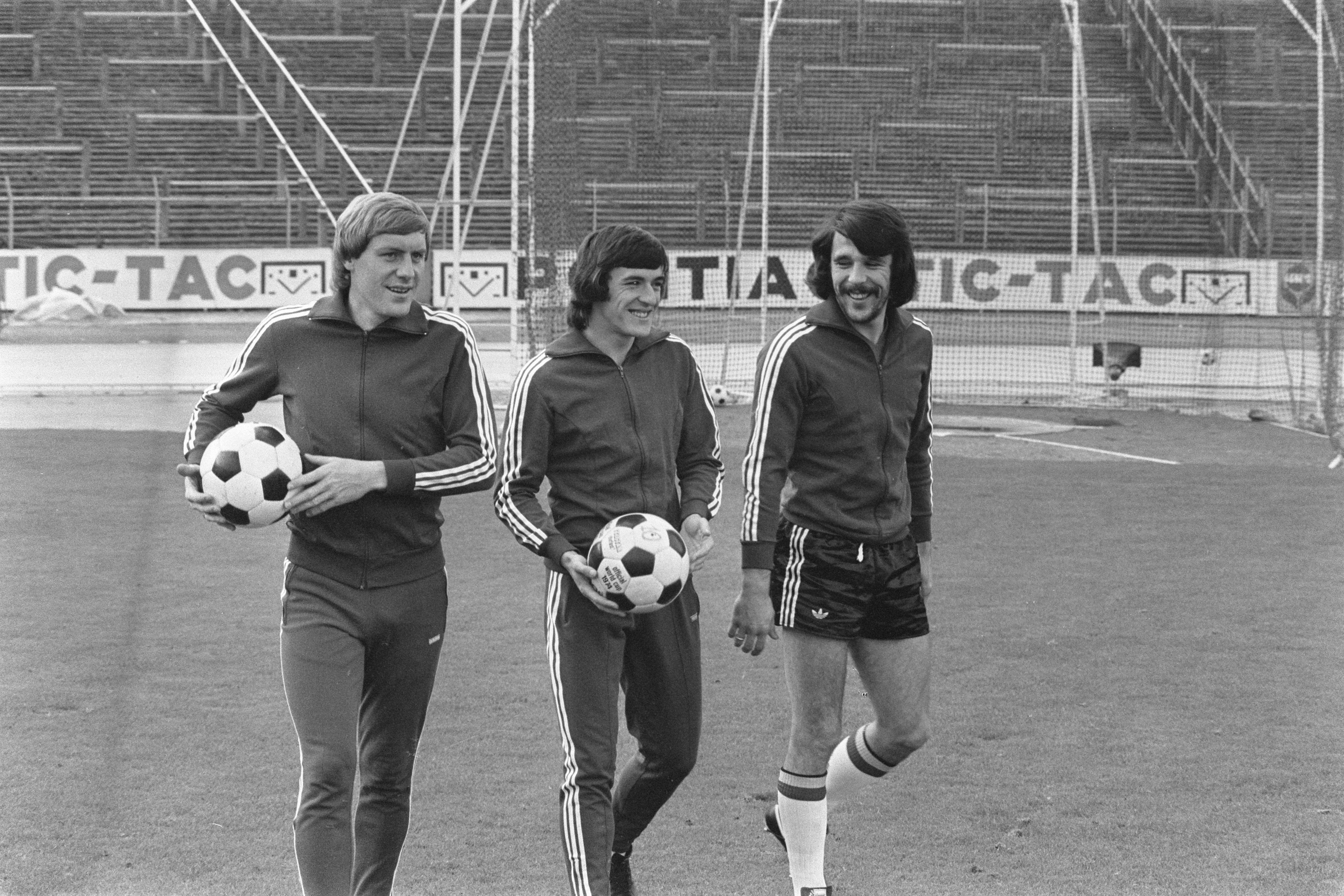
Hugo Broos (verdediger)
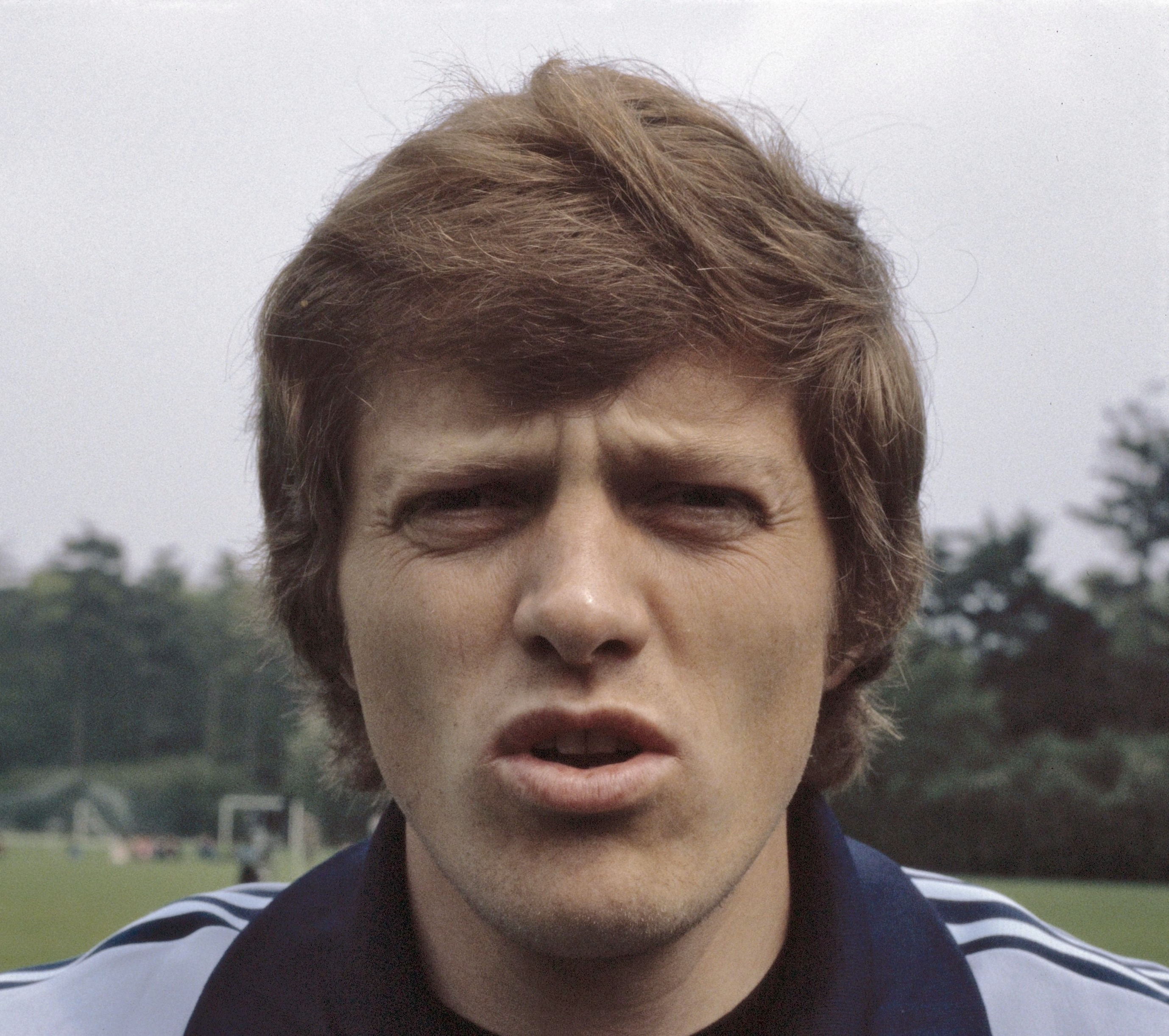
Arie Haan (middenvelder)
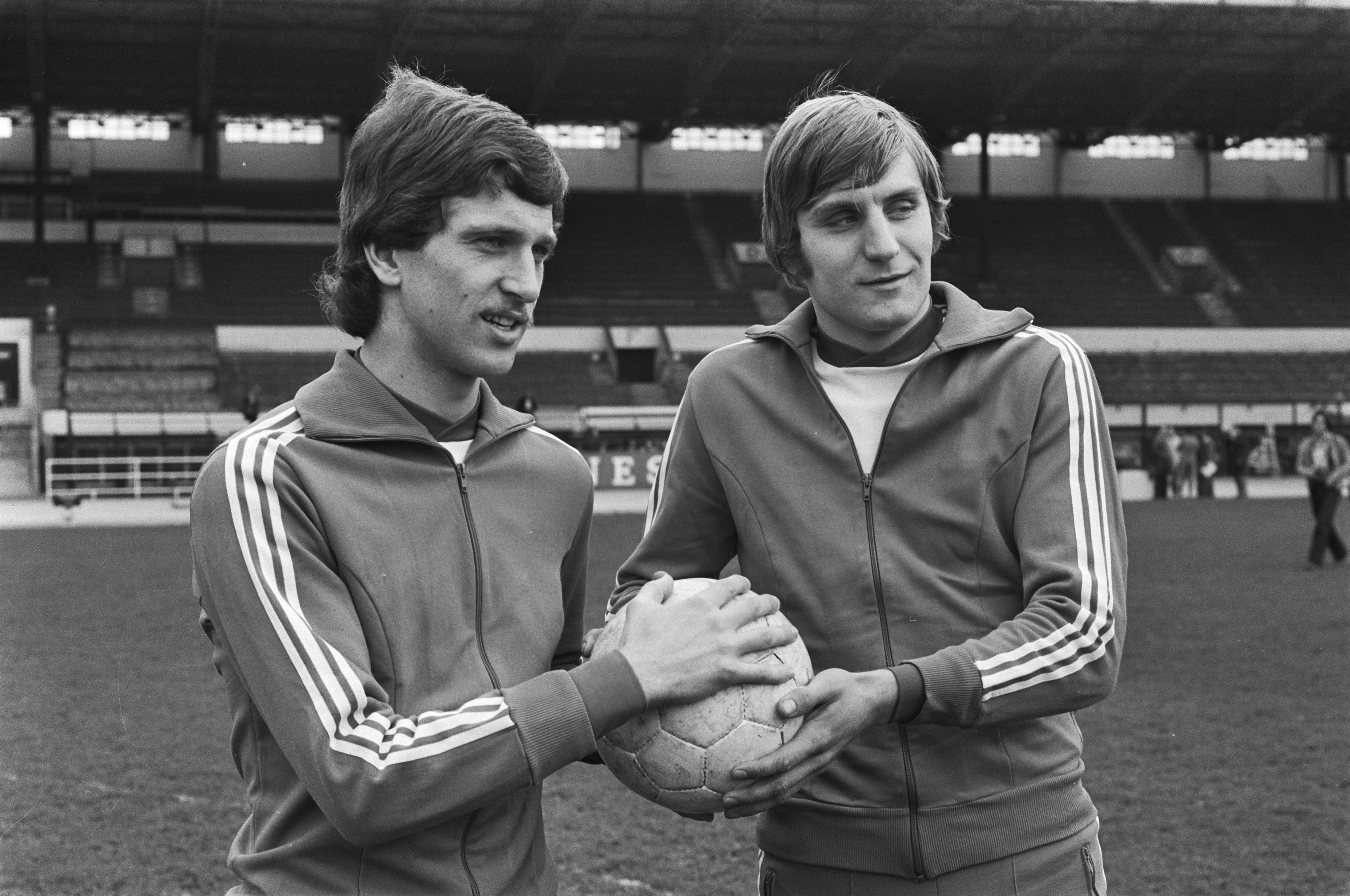
Ludo Coeck (middenvelder)
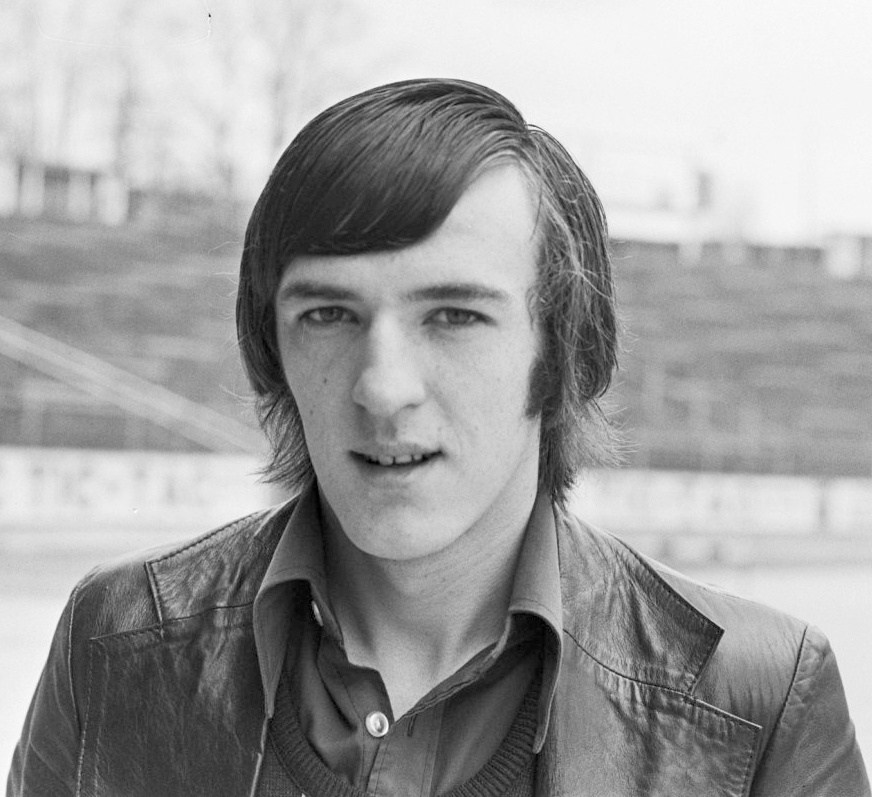
François Van der Elst (aanvaller)
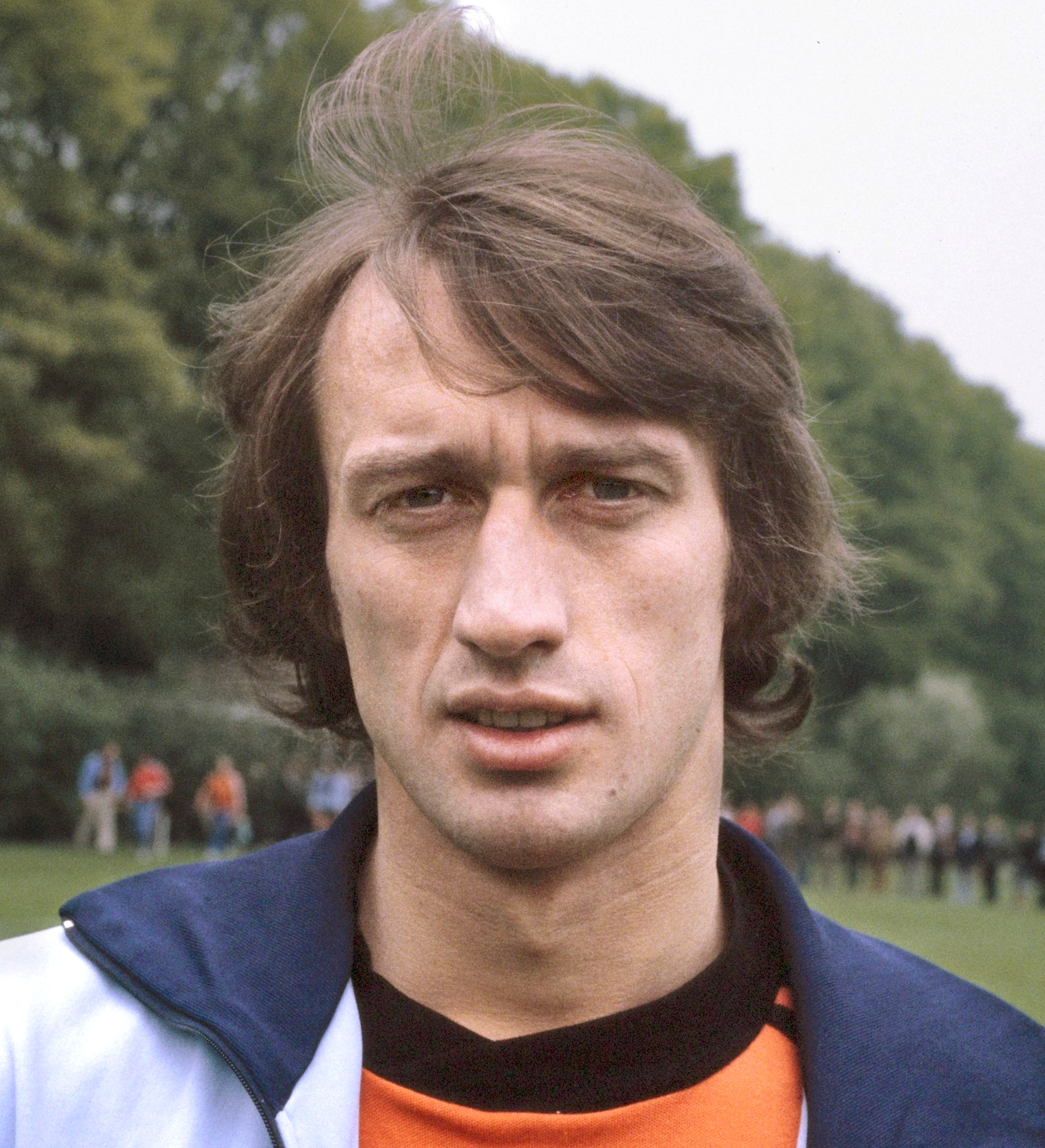
Rob Rensenbrink (aanvaller)

1960/61 · 1961/62 · 1962/63 · 1963/64 · 1964/65 · 1965/66 · 1966/67 · 1967/68 · 1968/69 · 1969/70 · 1970/71 · 1971/72 · 1972/73 · 1973/74 · 1974/75 · 1975/76 · 1976/77 · 1977/78 · 1978/79 · 1979/80 · 1980/81 · 1981/82 · 1982/83 · 1983/84 · 1984/85 · 1985/86 · 1986/87 · 1987/88 · 1988/89 · 1989/90 · 1990/91 · 1991/92 · 1992/93 · 1993/94 · 1994/95 · 1995/96 · 1996/97 · 1997/98 · 1998/99 · 1999/00 · 2000/01 · 2001/02 · 2002/03 · 2003/04 · 2004/05 · 2005/06 · 2006/07 · 2007/08 · 2008/09 · 2009/10 · 2010/11 · 2011/12 · 2012/13 · 2013/14 · 2014/15 · 2015/16 · 2016/17 · 2017/18 · 2018/19 · 2019/20 · 2020/21 · 2021/22 · 2022/23 · 2023/24 · 2024/25